# 언프렌디드: 다크 웹
《언프렌디드: 다크 웹》(영어: Unfriended: Dark Web)은 미국에서 제작된 2018년 공포 영화이다. 《언프렌디드: 친구삭제》(2014)의 속편이지만 서사상 연계되지 않는다. 스티븐 서스코의 감독 데뷔작이며, 컴퓨터 화면을 통해 이야기가 전개된다. 콜린 우델, 리베카 리튼하우스, 베티 게이브리얼 등이 출연하였고, 티무르 베크맘베토브 등이 제작에 참여하였다.
이 영화는 2018년 3월 9일 사우스 바이 사우스웨스트 영화제에서 전 세계 최초로 상영되었으며 2018년 7월 20일 유니버설 픽처스의 OTL 릴리싱과 블럼하우스 프로덕션스의 BH 틸트를 통해 미국에서 극장 개봉되었다.

## 줄거리
머타이어스는 누군가 인터넷 카페에 두고 간 맥북 프로를 집에 들고 간 뒤 이 랩톱으로 온라인에 접속해 스카이프로 친구들과 이야기를 나눈다. 곧 이들은 이 랩톱이 다크 웹에서 범죄를 행하는 해커들의 소유라는 것을 알게 되고, 자신들을 지켜보고 있는 이들에게서 죽음의 위협을 받는다.

## 출연진
- 콜린 우델 - 머타이어스 오브라이언 역
- 리베카 리튼하우스 - 세리나 랭 역
- 베티 게이브리얼 - 나리 제미신 역
- 앤드루 리스 - 데이먼 호턴 역
- 코너 델리오 - 앨리스터 “AJ” 제프콕 역
- 더글러스 테이트 - 샤런 4 역